# Kubatum
Kubatum (akad. Kubātum, w transliteracji z pisma klinowego zapisywane ku-ba-tum) – małżonka (sum. lukur) króla Szu-Suena (2037-2030 p.n.e.) z III dynastii z Ur. W trakcie wykopalisk w Uruk odnaleziono naszyjnik tej królowej, którego głównym elementem był wykonany z agatu koral z umieszczoną na nim następującą inskrypcją: „Kubatum, ukochana małżonka Szu-Suena” (ku-ba-tum lukur-ki-ág-dšu-dEN.ZU). O Kubatum jako królowej Szu-Suena wspominają też teksty z czasów panowania tego władcy.